# Engländerplatz
Der Engländerplatz ist ein öffentlicher Sportplatz in der Karlsruher Innenstadt. Der Engländerplatz war der erste für Fußballspiele genutzte Platz in Karlsruhe und einer der ersten in ganz Süddeutschland. Am 28. November 1899 fand hier eines der sieben Ur-Länderspiele statt.

## Allgemein
Der Engländerplatz liegt zwischen Moltkestraße und Knielinger Allee. Der Platz besteht aus einem Spielfeld aus roter Asche und wird umrandet von Gras. Es gibt trotz regelmäßigem Spiel verschiedener Sportarten keine Objekte wie z. B. Tore, Körbe oder Netze.
Um den Engländerplatz befinden sich die Sporthalle der Pädagogischen Hochschule, das St. Dominikus-Gymnasium gegenüber, das Anne-Frank-Haus der Jugendverbände, die Jugendherberge Karlsruhe und die Mensa Moltke der Hochschule Karlsruhe.

## Geschichte
Ursprünglich war der Engländerplatz ein Feuerwehr-Übungsplatz, auf dem sich auch ein Schlauchturm befand.
Um 1890 gab es den ersten Fußball in Karlsruhe. Dieses „Englische Spiel“ wurde auf einem noch unbenannten Platz gespielt, der im Volksmund von da an als Engländerplatz bezeichnet wurde. 1913 wurde dieser Name offiziell übernommen. Die Vereine – Karlsruher FV, später auch Karlsruher FC Phönix, FC Alemannia Karlsruhe und ESG Frankonia Karlsruhe – durften sich im Feuerwehrturm umziehen und lagerten dort auch ihre Sportausrüstung.
Am 28. November 1899 fand hier eines der sieben Ur-Länderspiele (Ländervergleiche vor der Gründung des DFB) einer deutschen Auswahl gegen eine Auswahl aus England statt. Vor 5.000 Zuschauern unterlag die deutsche Auswahl mit 0:7.
Während der NS-Zeit diente der Engländerplatz für die SA als Aufmarschplatz. Seitdem wurde der Platz von keinem Fußballverein mehr für den regulären Spielbetrieb genutzt. Der Platz hieß von 1933 bis 1946 „Skagerrakplatz“.
Ab 1945 bis 1950 diente er als einer der Karlsruher Schuttablade-, Sammel- und Umladeplätze für die Beseitigung der Trümmer aus den umliegenden Ruinen des Zweiten Weltkriegs.
Bis September 2006 wurde der Engländerplatz umgebaut und im März 2007 die Mensa Moltke fertig gestellt. Das Spielfeld wurde um 90 Grad gedreht.
Ein Gedenkstein des Badischen Fußballverbandes auf dem Platz erinnert an die deutsche und Karlsruher Fußballgeschichte. Seit 2018 erinnert die Stadt Karlsruhe zudem mit einer Sandsteinstele an den Karlsruher Fußballpionier Walther Bensemann und an die Bedeutung des Engländerplatzes.